# Barron Hilton Cup
Barron Hilton Cup (BHC) är en världsomspännande segelflygtävling. Tävlingen sattes upp 1981 av Barron Hilton på tillrådan av Helmut Reichmann 1981. Tävlingen sponsras av European Aeronautic Defence and Space Company (EADS). Sedan 1986, har tävlingen kategori ett status från FAI. Tävlingstiden sträcker sig över två år, och vinnaren får förutom en guldmedalj tillbringa en vecka vid Hiltons Flying-M Ranch i norra Nevada. 
Barron Hilton Cup går ut på att flyga den längsta triangelbanan i fem geografiska regioner:
1. Hela Europa och hela Asien förutom Japan 2. Östra USA och Kanada 
3. Västra USA, Central och Sydamerika 4. Australien och Afrika 
5. Japan och Nya Zeeland 